# (38807) 2000 RM68
2000 RM68 (asteroide 38807) é um asteroide da cintura principal. Possui uma excentricidade de 0.16183650 e uma inclinação de 6.75973º.
Este asteroide foi descoberto no dia 2 de setembro de 2000 por LINEAR em Socorro.